# LMS 3F形蒸気機関車
LMS 3F形蒸気機関車（LMS 3Fがたじょうききかんしゃ）は、イギリスのロンドン・ミッドランド・アンド・スコティッシュ鉄道（LMS）が導入した蒸気機関車の1形式である。ジンティー（Jinty）の愛称がある。ヘンリー・ファウラーが設計した車輪配置 0-6-0（C）の機関車で、1924年からイギリス国鉄発足後の1931年までに422両が製造された。

## 概要
この機関車は、1899年にサミュエル・W・ジョンソンによって導入されたミッドランド鉄道2441形蒸気機関車のヘンリー・ファウラーによる再設計に基づいていた。これらの再設計では、ベルペヤ火室と改善されたキャブが採用された。422両の「ジンティー」が1924年から1931年の間に製造された。このクラスは、LMSが継続的に使用しているミッドランドデザインの1つにすぎない。機関車は元L＆YR Horwich Worksと民間企業のBagnall's、Beardmores、Hunslet、ノース・ブリティッシュ・ロコモティブ、バルカン・ファウンドリーによって製造された。
主に入換や地方の貨物輸送に1967年まで使用された。

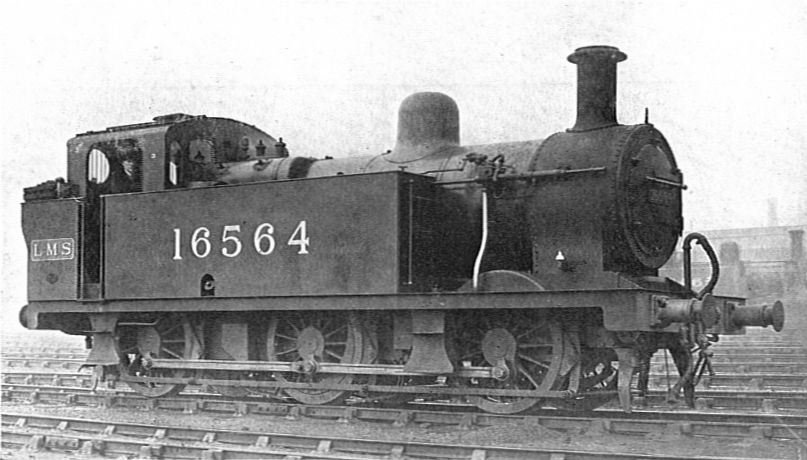
16564号機関車

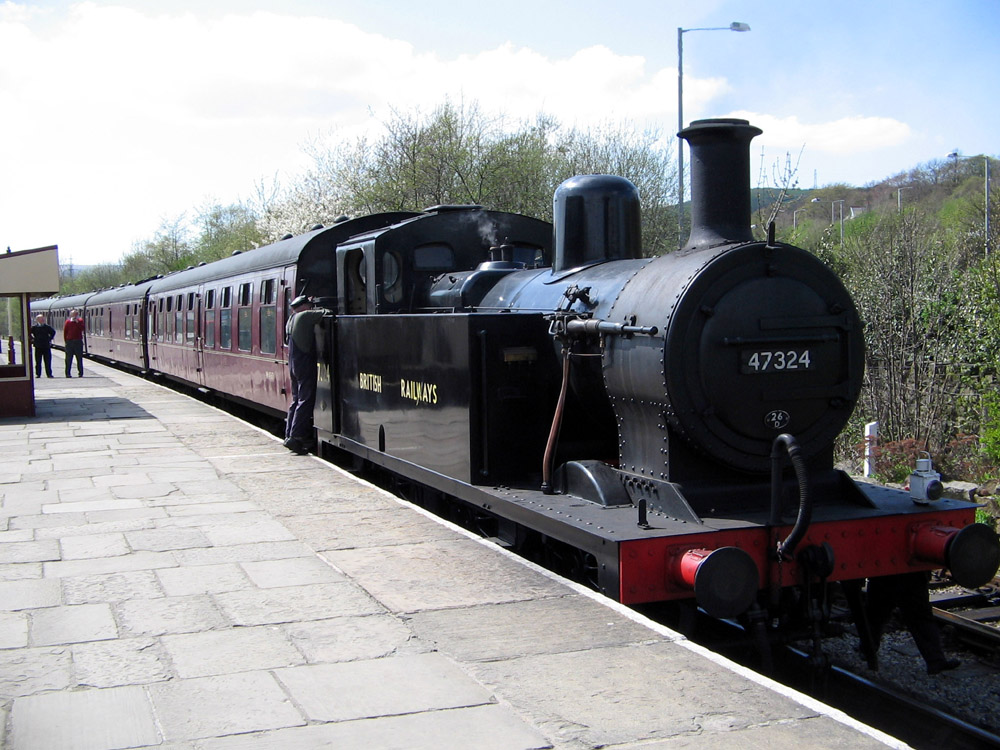
保存鉄道 No. 47324 East Lancashire Railway

## フィクション

### 汽車のえほん/きかんしゃトーマス
『八だいの機関車（汽車のえほん12）』（ISBN 978-4591005743、ISBN 978-4591087909　原題：The Eight Famous Engines）の第4話に「ジンティー」名義で登場し、ふとっちょの局長（トップハム・ハット卿）の機関車たちが留守の間に彼らの仕事を引き受けていた。なお、この本はテレビシリーズ『きかんしゃトーマス』の原作だが、その対応話（第4シリーズ「トーマスととくべつなてがみ」）では別の機関車がジンティーたちのポジションのため未登場。
3F形はタンクの位置や軸配置がシリーズのメインキャラクターであるトーマスと相似しているため、2両の保存機がイベント『デイ・アウト・ウィズ・トーマス』としてキャラクターのフェイスマスクや青の塗装を施されている。またシリーズの原作者であるウィルバート・オードリーはOOゲージの3F形の模型を青く塗り替え、トーマスの模型として趣味や展示会に使用していた。

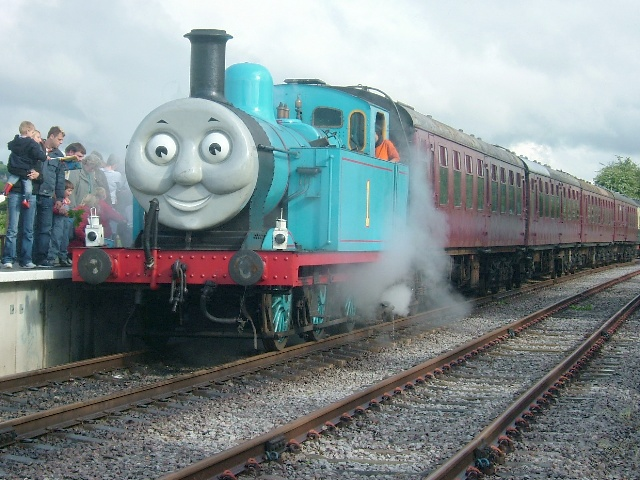
トーマスの装飾を受けた3F形 No. 47298 Avon Valley Railway